# 希普諾沃區

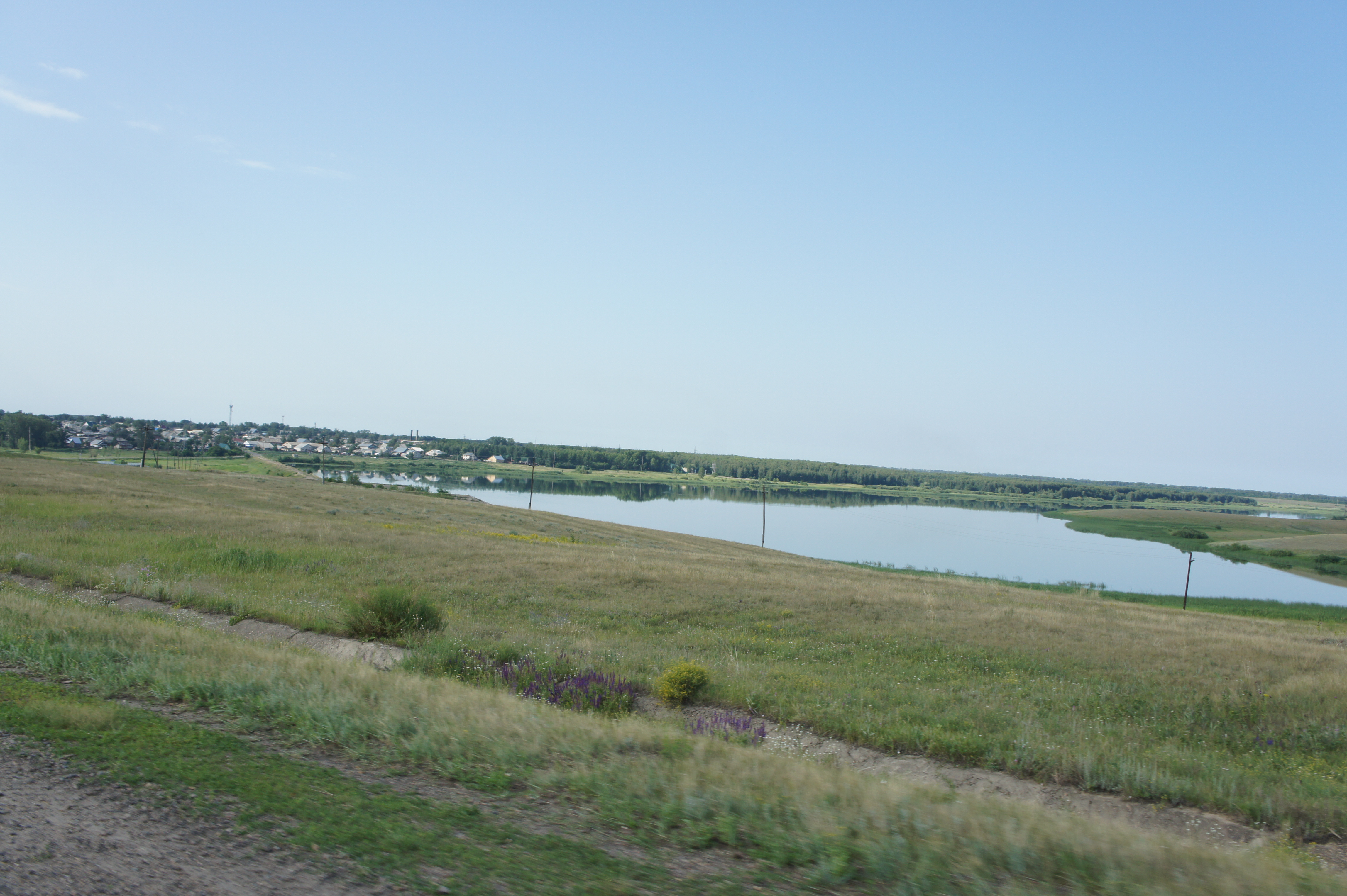

52°13′N 82°16′E / 52.217°N 82.267°E
希普諾沃區（俄语：Шипуновский район），是俄羅斯的一個區，位於該國南部，由阿爾泰邊疆區負責管轄，面積4,130平方公里，2010年人口33,285，人口密度每平方公里8.06人。